# Francisco Martos
Francisco Javier Martos Espigares (ur. 4 stycznia 1984 w Alamedilla) – hiszpański piłkarz grający na pozycji prawego obrońcy lub pomocnika.
Javi Martos piłkarską karierę rozpoczynał w FC Barcelonie. W pierwszym zespole zadebiutował 20 maja 2006 roku w przegranym 1:3 meczu z Athletic Bilbao, wchodząc na boisko w 74. minucie za Orlandiego. Był to jego jedyny występ w sezonie 2005/2006, w którym kataloński klub został mistrzem Hiszpanii. Następnie został zawodnikiem CSKA Sofia, w którego barwach po raz pierwszy zagrał w europejskich pucharach – wystąpił w pojedynku z Beşiktaş JK. Kolejne półtora sezonu spędził w Girona FC i drugiej drużynie Málagi.
W 2008 roku Martos podpisał kontrakt z greckim Iraklisem Saloniki. W jego barwach występował przez kolejne dwa lata i regularnie pojawiał się na boisku w pierwszym składzie – w Super League rozegrał łącznie 44 mecze. W styczniu 2011 roku przyjechał na testy do Korony Kielce. Zagrał w sparingu ze Startem Otwock, miał wziąć udział również w zgrupowaniu w Kleszczowie, ale ze względu na zbyt duże rozbieżności finansowe nie znalazł zatrudnienia w polskim klubie.